# Selja (Emmaste)
Selja – wieś w Estonii, w prowincji Hiuma, w gminie Emmaste.